# مارك مارون
مارك مارون (مواليد 27 سبتمبر 1963) هو ستاند أب كوميدي،كاتب،موسيقي وممثل أمريكي.

## روابط خارجية
مارك مارون على موقع IMDb (الإنجليزية)
- مارك مارون على موقع الموسوعة البريطانية (الإنجليزية)
- مارك مارون على موقع روتن توميتوز (الإنجليزية)
- مارك مارون على موقع ألو سيني (الفرنسية)
- مارك مارون على موقع ميوزك برينز (الإنجليزية)
- مارك مارون على موقع أول موفي (الإنجليزية)
- مارك مارون على موقع إن إن دي بي (الإنجليزية)
- مارك مارون على موقع ديسكوغز (الإنجليزية)
- مارك مارون على موقع قاعدة بيانات الفيلم (الإنجليزية)
- مارك مارون على موقع كينوبويسك (الروسية)